# Пиньо, Ив
Ив Пиньо (фр. Yves Pignot; род. 31 марта 1946) — французский актёр и режиссёр, наиболее известный по роли Льва Троцкого в фильме «Стависки» и по второстепенной роли в сериале «Теневые советники». Был дважды номинирован на театральную премию «Мольер» в номинациях «лучший режиссёр» (2004) и «лучший актёр второго плана» (2010).

## Биография
Окончил Высшую национальную консерваторию драматического искусства в Париже.
До 2002 преподавал актёрское мастерство в Парижской высшей школе драматического искусства.
С 2008 руководит драматической школой QG.

## Фильмография
| Год  |    | Русское название                 | Оригинальное название                 | Роль               |
| ---- | -- | -------------------------------- | ------------------------------------- | ------------------ |
| 1974 | ф  | Стависки                         | Stavisky                              | Лев Троцкий        |
| 1981 | ф  | Под предварительным следствием   | Garde à vue                           | полицейский        |
| 1981 | ф  | Профессионал                     | Le professionnel                      | секретный агент №4 |
| 1982 | ф  | Ас из асов                       | L'as des as                           | Люсьен             |
| 1984 | ф  | Жак-фаталист и его хозяин        | Jacques le fataliste et son maître    | крестьянин         |
| 1994 | мф | Астерикс завоевывает Америку     | Asterix in America                    | Центурион          |
| 2003 | ф  | Цветок зла                       | La fleur du mal                       | Пьер Вассо         |
| 2003 | ф  | Фанфан-тюльпан                   | Fanfan la Tulipe                      | Гильем             |
| 2009 | ф  | Стая                             | La horde                              | Рене               |
| 2011 | с  | Загадочные убийства Агаты Кристи | Les petits meurtres d'Agatha Christie | капитан Делавер    |
| 2012 | с  | Теневые советники                | Les Hommes de l'ombre                 | Робер Палисси      |